# Cratere Stoney (Marte)
Stoney è un cratere sulla superficie di Marte.
Il cratere è dedicato al fisico irlandese George Johnstone Stoney.